# 刘付姓
刘付姓是漢字姓氏的一個雙姓，本作劉傅姓，祖家源自傅姓，系出中國廣東省湛江市廉江市石角鎮。明朝翰林院庶吉士傅騰霄，取妻謝氏，生有六子。次子名鸞，字鳴鳳，原籍福建汀州府上杭縣珠璣巷大城垌村，為劉傅氏之入粵始祖。
明孝宗弘治元年（1488年），廣東都堂招新民開拓疆土，傅鸞攜帶妻兒及胞弟，並邀同劉榮夫婦結伴應招入粵；行至韶州府（今韶關市）翁源縣藍青鋪之時，傅鸞得病逝世，遺下妻子杜氏。杜氏料理丈夫喪事之後，隨同眾人繼續遠行抵達高州府石城縣山底鄉（今廉江市石角鎮山腰村）。其時，傅鸞之弟傅鸈、杜氏帶同幼兒居住在山壙尾村，劉榮夫婦居住在竹山村。
時至較後，傅鸈遷至陸傳嶺（今化州市平定鎮低坡村）開創基業，杜氏攜帶幼兒仍居住在原村；不久之後，杜氏積勞成疾而終，夫弟聞訃而返奔喪，喪後原欲親自撫養侄兒，然而見到劉榮夫婦膝下無子，同時與兄嫂母子已經久隔兩地，故決定將侄兒過繼劉榮夫婦撫養成人。
傅鸞與杜氏之子，名麗川，字萬金。自幼讀書，感念劉榮夫婦再造之恩德，故以一身繼承兩家之姓。及至上京應試時，報名傅劉萬金，考官問清原委底細，告之「生身不如養身大」，故將養父之姓置於生父之姓前面，改名為劉傅萬金。自此留傳至今。
1980年代，中國政府實施二簡字方案，年青一代登記身份證件時，誤將「劉傅」寫成「刘付」，從此「刘傅」與「刘付」並行，但兩者實為一姓。

## 参見
- 傅姓
- 付姓